# Salon des Cent
Le Salon des Cent (dit aussi « Salon des 100 » ou « Salon de La Plume »)  est un salon d'exposition d'art français imaginé par Léon Deschamps, lancé à Paris en février 1894 dans le hall de la revue La Plume. L'idée était d'exposer et vendre principalement des estampes et des dessins, en association avec un périodique littéraire et artistique. La dernière édition, la cinquante-troisième, a lieu fin 1900.

## Historique
Ce salon, marqué par l'esprit fin de siècle, est imaginé en 1893 par Léon Deschamps, fondateur de la revue mensuelle de littérature et d'art La Plume, ayant pour devise « Pour l'Art » et qui réunit autour de lui de nombreux symbolistes. Deschamps a pour ambition d'exposer des créateurs contemporains adeptes de modes d'expression liés à l'estampe, et donc aux multiples, en dehors de toutes écoles, sans jury, ni promesse de récompense, comme en marge des lieux institutionnels. Dans le hall du siège de sa revue, sont mis en vente affiches, lithographies, gravures, dessins, sculptures (petits tirages en terre ou bronze), albums, livres d'artiste, etc., à des prix raisonnables.
La première affiche annonçant l'événement est imprimée à la fin de l'année 1893 : signée Henri-Gabriel Ibels, elle donne rendez-vous au no 31, rue Bonaparte, à Paris, siège de la revue La Plume, et promet une édition mensuelle, calquée sur la sortie d'un nouveau numéro du périodique qui devient l'« organe du Salon ». L'entrée est payante, au prix de 1 franc, ensuite ramené à 50 centimes. Le succès de la première édition n'est sans doute pas totalement à la hauteur des ambitions programmées, aussi l'opération n'est renouvelée, pour l'année 1894, que six fois de suite (avril, juin, août, octobre, novembre, décembre). En 1895, le rythme mensuel paraît pouvoir être tenu.
Deschamps assure ainsi une forme de promotion à sa revue et à un art populaire car abordable, et qu'il juge oublié des institutions : la gravure. Ce médium est à cette époque ouvert aux nouvelles formes d'expression graphique qui émergent alors partout en Europe et en Amérique du Nord : le salon s'ouvre d'ailleurs à de nombreux créateurs américains et à la Glasgow School.
Sa dénomination, « Salon des Cent », vient du nombre d'artistes souscripteurs réunis lors du lancement et qui acceptèrent d'exposer. Il y eut plusieurs fois par an des expositions : en sept années d'existence, le salon connut cinquante-trois éditions. Une édition comprend parfois plusieurs expositions. Cette abondance d'éditions s'explique par le succès que finit par rencontrer le concept, qui fut d'ailleurs imité.
Le salon se décline ainsi en expositions d'ensemble, expositions thématiques et expositions centrées sur un artiste.
Après le décès de Léon Deschamps en décembre 1899, le salon ne survit qu'une année.

## Les affiches du Salon des Cent
Chaque Salon des Cent est annoncé par une affiche inédite dont La Plume confie la réalisation à l’artiste exposé, ou à un collaborateur pour les expositions de groupe. Cette production artistique régulière et systématique est l’un des éléments majeurs de la politique éditoriale et commerciale de la revue. La visibilité ainsi donnée à une forme alors en plein essor et en voie de reconnaissance s’inscrit plus largement dans l’engagement de La Plume en faveur du renouvellement des arts graphiques.
| - Dessin préparatoire - Épreuve Avant la Lettre (EAL) - Affiche finale |

| - Affiche de Georges de Feure - Affiche d'Alfons Mucha - Affiche de Paul Berthon |

Les affiches du salon, lithographiées, deviennent des objets de collection : les artistes prennent l'habitude de les dédicacer pour l'occasion.
Vendues en tant qu’œuvres d’art à part entière, ces affiches deviennent en effet des pièces de collection pour les amateurs, dont le nombre est croissant.
L’affiche d’Eugène Grasset : une allégorie des arts
La manifestation consacrée au peintre et décorateur Eugène Grasset du 5 au 25 avril 1894 est la première exposition particulière de La Plume. La rédaction lui confie la réalisation de l’affiche, reprise en couverture du numéro spécial qui lui est consacré.
Dans le dessin préparatoire réalisé à la mine de plomb et à l’aquarelle, Grasset figure tous les éléments constitutifs de sa future affiche : esquissé sur un fond bleu-vert, le buste d’une femme vêtue de jaune, à l’épaisse chevelure brune, qui tient dans une main un cahier de dessin et dans l’autre, une plante qu’elle observe attentivement.
L'image est inversée dans l’estampe définitive et un crayon, tenu avec le cahier de dessin est introduit.
Cette allégorie des arts, muse intemporelle et contemplative, est emblématique des canons de l’Art nouveau par la prédominance des éléments végétaux. Grasset a ainsi conçu un véritable symbole pour la revue. Les artistes furent nombreux à s’en inspirer.
- L'ensemble des affiches du Salon des cent est visible sur la galerie : Affiches du Salon des Cent.

- Les épreuves avant la lettre répertoriées sont visibles sur la galerie : Épreuves avant la lettre du Salon des Cent

## Expositions centrées sur un artiste
- Eugène Grasset : no 2 - 6 au 25 avril 1894[4].
- Jossot - no 4 : 1er au 30 août 1894[5].
- Richard Ranft : no 6 - 5 au 30 novembre 1894[6].

- Gaston Roullet : no 9 - 8 au 28 février 1895

- Henri Boutet : no 12 - 18 mai au 15 juin 1895[7].

- Charles Lapierre : no 15 - 25 octobre au 10 novembre 1895.

- André des Gachons : no 16 - 12 novembre au 5 décembre 1895[8],[9].
- Alphonse Mucha : no 20 - mars-avril 1896
- Toulouse-Lautrec : Elles, lithographies imprimées par Gustave Pellet, vernissage le 22 avril 1896
- Alphonse Lévy : no 26 - 25 janvier au 15 février 1897
- Louis John Rhead : no 28  avril-mai 1897[10],[11]

- Henri Bouillon : no 29 - 3 au 30 mai 1897[12]

- Alfons Mucha : no 30 - juin-juillet 1897[13]

- Jules Baric, en partenariat avec la galerie du Nouveau-Cirque, 18 décembre 1897 au 20 janvier 1898[14]

- André des Gachons : no 33 - 15 janvier au 15 février 1898[15].
- Charles Lacoste : octobre 1898, 1re exposition de cet artiste

- James Ensor : Exposition de décembre 1898[16]

- Firmin Maglin : Exposition de novembre 1899[17]

- Fernand-Louis Gottlob : no 41 - 1er au 31 décembre 1899

Sans date précise :
- 1895 : « Exposition internationale d'affiches »
- 1896 : exposition avec Mucha, Bonnard et Toulouse-Lautrec [?]

## Participants duSalon des Cent
Liste partielle des artistes ayant participé au Salon des Cent. Sont indiqués les numéros d'édition quand l'artiste en a réalisé l'affiche :

## Cartes postales illustrées
À partir de la fin 1900 ou au début de l'année 1901, des cartes postales des œuvres qui avaient peut-être été exposées au salon furent vendues dans des pochettes sous la dénomination de "Collection des cent". Il est difficile d'établir le lien exact entre ces publications imprimées par une société spécialisée dans la carte postale et La Plume reprise par Paul Ferniot et Paul Redonnel puis par Karl Boès.